# یواس‌اس کویرینوس (ای‌آرال-۳۹)
یواس‌اس کویرینوس (ای‌آرال-۳۹) (به انگلیسی: USS Quirinus (ARL-39)) یک کشتی بود که طول آن ۳۲۸ فوت (۱۰۰ متر) بود. این کشتی در سال ۱۹۴۵ ساخته شد.